# Schoppernau
Schoppernau település Ausztria legnyugatibb tartományának, Vorarlbergnek a Bregenzi járásában található. Területe 47,64 km², lakosainak száma 942 fő, népsűrűsége pedig 20 fő/km² (2014. január 1-jén). A település 852 méteres tengerszint feletti magasságban helyezkedik el.
A település részei:
| - Unterdorf - Mühlebünt - Mitteldorf - Halde | - Riese - Siedlung - Oberdorf - Gräsalp | - Holderstauden - Gschwend - Hinterm Stein - Armen Gemach |

## Fordítás
- Ez a szócikk részben vagy egészben  a   Schoppernau című angol Wikipédia-szócikk ezen változatának fordításán alapul.  Az eredeti cikk szerkesztőit annak laptörténete sorolja fel. Ez a jelzés csupán a megfogalmazás eredetét és a szerzői jogokat jelzi, nem szolgál a cikkben szereplő információk forrásmegjelöléseként.